# باريس خلال حكم لويس فيليب الأول

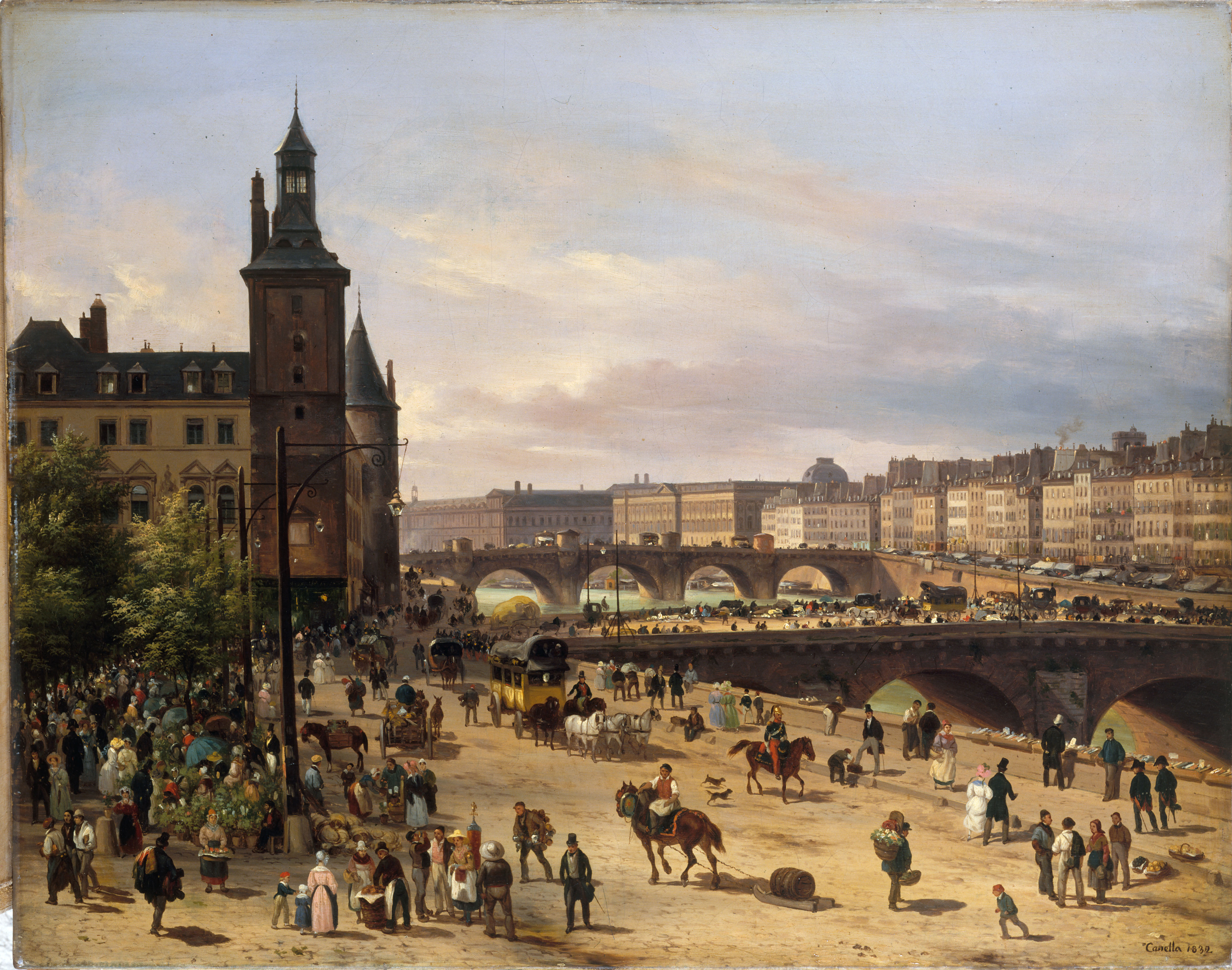
سوق الزهور في جزيرة المدينة في 1832

تُعتبر باريس خلال عهد الملك لويس فيليب الأول (1830-1848) المدينة التي ورد وصفها في روايات أونوريه دي بلزاك وفكتور هوغو. ارتفع عدد سكانها من 785,000 في العام 1831 إلى 1,053,000 في العام 1848، إذ تمددت المدينة ناحية الشمال والغرب، في حين ازدادت نسبة الازدحام في أفقر الأحياء في قلب المدينة.
شكّل قلب المدينة، في المنطقة المحيطة بجزيرة المدينة، متاهات من الشوارع الضيقة والمتعرجة والمباني المتهالكة التي بنيت خلال القرون السابقة؛ كانت المدينة فائقة الجمال، إنما مظلِمة، ومزدحمة، وغير صحية، وخطيرة. تسبب تفشّي الكوليرا في العام 1832 في موت 20,000 شخص. بذل كلود-فيليبر دو رامبوتو، الذي كان حاكم السين لمدة خمسة عشر عامًا في عهد لويس فيليب الأول، بذل جهودًا أولية لتطوير قلب المدينة: إذ رصف مراسي نهر السين بمسارات حجرية، وزرع الأشجار على طول ضفاف النهر. وبنى شارعًا جديدًا (يُعرف حاليًا باسم شارع رامبوتو) لربط حي ماريه بالأسواق، وشرع في بناء سوق لي آل، سوق المواد الغذائية المركزي الشهير في باريس، والذي أكمل بناءه الإمبراطور نابليون الثالث.
سكن لويس فيليب الأول في القصر الملكي مقرّ عائلته القديم، حتى العام 1832، حين انتقل إلى قصر تويلري. ويُعتبر إسهامه الأكبر في آثار باريس هو الانتهاء في العام 1836 من بناء ميدان الكونكورد، والذي تزيّن بإضافة مسلة الأقصر إليه في 25 أكتوبر 1836. في نفس العام، وفي طرف آخر من شارع الشانزليزيه، أكمل لويس فيليب الأول ودشّن قوس النصر، الذي بدأ بناءه نابليون الأول.
في 15 ديسمبر 1840، أُعيد رماد نابليون إلى باريس من جزيرة سانت هيلينا في احتفال رسمي، وبنى لويس فيليب الأول له مقبرة مدهشةً في قصر ليزانفاليد. كما وضع تمثال نابليون على قمة العمود في ميدان فادوم. في العام 1840، أكمل بناءَ عمود في ساحة الباستيل لتخليد ثورة يوليو 1830 التي أوصلته إلى السلطة. بالإضافة إلى ذلك، موّل ترميم كنائس باريس التي لحق بها الدمار خلال الثورة الفرنسية، وهو المشروع الذي نفذه المؤرخ المعماري المتحمّس يوجين فيوليه لو دوك. وأول كنيسة تقرر ترميمها هي دير سان جيرمان دي بري. بين الأعوام 1837 –1841، بنى فيليب الأول قصر بلدية باريس الجديد ذي الصالون الداخلي من تصميم أوجين ديلاكروا.
كما بُينت محطات السكك الحديدية الأولى في باريس في عهد لويس فيليب الأول. بُنيت كلّ محطة بواسطة شركة مختلفة، ولم ترتبط ببعضها البعض؛ ووُجدت جميعها خارج وسط المدينة. افتُتحت أولاها، محطة سانت-جيرمان، في 24 أغسطس 1837 في ميدان ليوروب. وافتُتح البناء الأولي من محطة غار سانت-لازار في العام 1842؛ وافتتحت خطوط السكك الحديدية الأولى من باريس إلى أورليان وإلى روان في 1 – 2 مايو من العام 1843.
مع تنامي عدد سكان باريس، ازدادت حالة السخط العام في أحياء الطبقة العاملة. واندلعت أعمال الشغب في الأعوام 1830، و1831، و1832، و1835، و1839، و1840. وخلّد فيكتور هوغو في روايته البؤساء انتفاضة العام 1832 التي نشبت عقب جنازة أحد أشرس معارضي الملك لويس فيليب الأول، الجنرال جان ماكسيميليان لامارك.
في نهاية المطاف، انفجرت الاضطرابات المتزايدة في 23 فبراير 1848، بعدما فرّق الجيش مظاهرة كبيرة. نُصبت المتاريس في أحياء الطبقة العاملة الشرقية. واستعرض الملك جنوده أمام قصر تويلري، ولكن بدلًا من الهتاف بحياته، هتف الكثيرون «عاش الإصلاح!» بسبب إحباطه، تنازل لويس فيليب الأول عن العرش، واتجه إلى منفاه في إنجلترا.

## أهل باريس

### السكان
نما عدد سكان باريس بصورة سريعة في عهد لويس فيليب الأول، من 785,866 كما هو مسجل في إحصاء العام 1831، إلى 899,313 في العام 1836، و936,261 في العام 1841. بحلول العام 1846، ارتفع عدد سكان باريس إلى 1,053,897. بين الأعوام 1831 و1836، ارتفع عدد السكان بنسبة 14.4% ضمن حدود المدينة وبنسبة 36.7% في القرى المحيطة بالمدينة، والتي أصبحت جزءًا من مدينة باريس في العام 1860. وصل أكبر عدد من المهاجرين من اثني عشر إقليم حول باريس: إذ جاء 40% من بيكاردي وإقليم الشمال؛ و13% من نرمندية؛ و13% من برغونية. إنما وصلت أعدادٌ أقلّ من برطانية وبروفنس، وواجهتهم صعوبات أكبر في الاندماج، نظرًا لعدم تحدّث غالبيتهم باللغة الفرنسية. وفضّلوا الاستقرار في أفقر الأحياء الواقعة بين قصر بلدية باريس وسوق لي آل.
بعد هجرة الأجانب السابقة، وصلت موجة كبيرة من المهاجرين من بولندا، بما في ذلك فريديريك شوبان، بعد الثورات البولندية الفاشلة في الأعوام 1830 و1848.
وُجدت الأحياء الأكثر اكتظاظًا بالسكان في وسط المدينة، حيث كان يعيش أفقر أهالي باريس في أحياء مثل: ليز أرسي، لي مارش، لي لومبارد، ومونتورغيل، حيث بلغت الكثافة السكانية ما بين 1000 و1500 شخص في كل هكتار. لذلك، في عهد لويس فيليب الأول، انتقلت الطبقة الوسطى تدريجيًا من المركز مبتعدةً باتجاه الغرب والشمال من غراند بولفار. بين الأعوام 1831 و1836، انخفض عدد سكان الأحياء الـ23 في وسط المدينة من 42.7% إلى 24.5% من إجمالي عدد سكان المدينة، في حين ارتفعت نسبة عدد سكان الأحياء الخارجية من 27.3% إلى 58.7%. وبقيت نسبة عدد سكان الضفة اليسرى ثابتةً، 26% من إجمالي عدد سكان المدينة.

### الطبقات الاجتماعية
استمرت طبقة النبلاء، التي ضمّت بضع مئات من العائلات، في السكن في بيوتها الفارهة في بلدة فوبورغ سان جيرمان، وحظيت بمكانة مرموقة في المجتمع، لكن أفرادها أدّوا أدوارًا هامشية في الحكومة والأعمال في المدينة. وحلّ المصرفيون، والمستثمرون، والصناعيون مكان النبلاء على هرم النظام الاجتماعي. كتب الروائي ستندال: «يحتلّ المصرفيون موقع القلب في الدولة. وحلّت البرجوازية محلّ نبلاء فوبورغ سان جيرمان، والمصرفيون هم نبلاء البرجوازية». استقرّ قادة مدينة باريس الجدد في الضفة اليمنى لنهر السين، بين القصر الملكي ولا مادلين في شمال وغرب المدينة. استقرت عائلة روتشيلد، والمصرفيان جاك لافيت، وكازيمير بيرييه في شارع دي لا شوزي دانتان، شمال ميدان فادوم، خارج منطقة الجادات. وسكن الصناعي بنيامين ديليسيرت في شارع مونمارتر. أما الطبقة المتوسطة الميسورة، أي أولئك الذين دفعوا ما يزيد عن 200 فرنك ضرائب مباشرة سنويًا، فقد بلغ عددهم 15,000 عائلة في مدينة بلغ عدد سكانها مليون نسمة تقريبًا. كما ضمت الطبقة الوسطى متنامية الأعداد، أصحابَ المتاجر، والتجار، والحِرفيين، وكتّاب العدل، والأطباء، والمحامين، والمسؤولين الحكوميين.
كما شهد عهد لويس فيليب الأول زيادة كبيرة في عدد الطبقة العاملة في باريس، فقد عمل أفرادها في المصانع، وورشات العمل الجديدة التي جاءت نتيجة للثورة الصناعية. كسب العمّال المهرةُ من ثلاثة إلى خمسة فرنكات في اليوم.